# إدموند وير سينوت
إدموند وير سينوت (بالإنجليزية: Edmund Ware Sinnott)‏ (5 فبراير 1888 - 6 يناير 1968) عالم نبات أمريكي وهو مؤلف كتاب وافرة ومن المعروف أنه عمل في مورفولوجيا النبات.

## روابط خارجية
- A chronology of Sinnott's career.
- National Academy of Science's Biography